# Mimosa pudica
Mimosa pudica es una planta originaria de la selva tropical de  América de la familia de las fabáceas, fácilmente distinguible por su reacción al tacto, desarrollada como defensa ante los  depredadores. Ha sido introducida a otras partes del mundo como África y Asia.

## Descripción
Es una planta perenne. Su ciclo vital puede variar según el clima en que se encuentra y crece: no tolera las temperaturas muy bajas, sobre todo debajo de 0 °C, y crece de manera óptima a temperaturas superiores a 20 °C. En maceta su tamaño no supera los 50 centímetros de alto, mientras en tierra este valor puede hasta triplicar, dando vida a arbustos de 1.5 metros.
Esta es una de las pocas plantas capaces de movimientos rápidos, otras son la planta del semáforo y la dionea atrapamoscas.
Tiene hojas compuestas, bipinnadas, formadas por dos pares de pinnas que contienen de 15-25 pares de folíolos lineales obtusos. Flores muy pequeñas, de color rosado malva, en cabezuelas pediceladas de hasta 2 cm de diámetro. De raíces grandes. Suele alcanzar más de un metro de altura. Su vida es corta, 5 años aproximadamente.

## Cultivo y hábitat
Es una planta que suele ocupar rápidamente todo el espacio a su disposición, entonces es importante elegir, si crece en interior, una maceta de la dimensión adecuada. En interior, así como en exterior, no necesita demasiado cuidado, se desarrolla con mucha facilidad en cualquier tipo de tierra, pero requiere regarse frecuentemente, de lo contrario las hojas tenderán a volverse amarillas y a mantenerse cerradas.
La exposición a la luz debe de ser elevada, pero no directa, y de ella dependerá el comportamiento de las hojas durante todo el día.
No tiene muchos enemigos naturales, también gracias a su particular técnica de defensa, aunque la exposición exagerada al sol puede causar la llegada de la araña roja y la excesiva irrigación puede provocar daños muy importantes a las raíces.

## Reproducción
La propagación de la mimosa púdica es muy simple, aunque lenta respecto a muchos otros tipos de plantas. Es posible reproducirla por estaca, directamente en tierra considerando la composición leñosa: la radicación comportará una espera de 4-6 semanas, en mientras la maceta deberá mantenerse en lugar húmedo y caliente, posiblemente en zona de sombra o media sombra. Muy sencilla es también la propagación por semilla, extraíble por las numerosas vainas, producidas por la planta misma, que contienen entre tres y cinco pepitas; después dejar secar las vainas será suficiente extraer el contenido y sembrarlo debajo de la tierra. Se conseja de obtener la germinación, que necesitará tres o cuatro semanas, en macetas de pequeño tamaño y de trasplantar las nuevas nacidas cuando habrán alcanzado los 8-10 centímetros de alto. Durante este proceso es importante mantener la tierra bien regada y una buena exposición a la luz, aún no directa, ni demasiado intensa porqué las plantas, recién nacidas, serán muy frágiles. Las primeras hojas, muy chiquitas y compuestas por no más de 4-6 folíolos, ya tienen la típica sensibilidad de esta especie y se cierran al toque o en las horas nocturnas.

## Sensibilidad
Una característica muy notable es que al mínimo toque de sus hojas (compuestas por numerosos folíolos) las mismas se contraen sobre el tallo como si se cerraran, con un mecanismo en la base; al mismo tiempo, los tallos menores se dejan vencer por el peso. 
Los movimientos nocturnos de las hojas se conocen como nictinastias, y son un ejemplo bien descrito de un ritmo circadiano vegetal regulado por la luz. El cambio del ángulo de la hoja o folíolo está provocado por cambios de turgencia en las células del pulvínulo, estructura especializada en la base del peciolo. Es un mecanismo provocado por una ósmosis. Entran iones de potasio (K+), lo que provoca que el medio interno se haga hipertónico respecto del exterior y que se produzca una turgencia. Dependiendo si dicha turgencia tiene lugar en las células flexoras o extensoras, los folíolos se abren o se cierran. 
Este es un mecanismo de defensa ante depredadores, puesto que, al replegarse, en un gran porcentaje parece ser una planta mustia o marchita. También es un mecanismo que sirve para no perder demasiada agua durante las horas de calor o para protegerse del viento, reduciendo la superficie. Las hojas permanecen plegadas durante toda la noche.
Por esta razón, suele llamarse en inglés Touch-Me-Not: "Nometoques".

## Taxonomía
Mimosa pudica fue descrita por Carlos Linneo, publicado en Species Plantarum 1: 518. 1753.
Variedades
- Mimosa pudica var. tetrandra (Willd.) DC.
- Mimosa pudica var. unijuga (Duchass. & Walp.) Griseb.

Sinonimia
- Mimosa hispidula Kunth

var. tetrandra (Willd.) DC.
- Mimosa tetrandra Willd.

var. unijuga (Duchass. & Walp.) Griseb.
- Mimosa unijuga Duchass. & Walp.[4]

## Nombres comunes
- Resentida (Perú), caicove del Río de la Plata, ciérrate-ciérrate (Perú), doncella (Perú), dormilona (El Salvador, Honduras, Costa Rica, Nicaragua, Colombia, Venezuela), mata virgen (Perú), mírame y no me toques (Perú), moriviví (Cuba, República Dominicana, Puerto Rico), sensitiva (Perú), vergonzosa, yerba mimosa común, [5]Embotýke ne rokẽ cháake ou Pa'i - cierren la puerta que viene el cura (Paraguay).[6]